# 朗塘日峰
朗塘日（Langtang Ri）是喜马拉雅山脉朗塘的一座山，海拔7,205米（23,638英尺）是世界第106高峰。它位于尼泊尔巴格马蒂地区和中国西藏的边境，是希夏邦马峰（8,013 米）和波荣日峰（7,292 米）等高峰群的一部分。
朗塘日首次攀登于1981年10月10日，由山田昇 、若尾牧洋、那须聪一和安·仁吉·夏尔巴完成。 